# Glaphyropteridopsis erubescens
Glaphyropteridopsis erubescens är en kärrbräkenväxtart som först beskrevs av Nathaniel Wallich och William Jackson Hooker, och fick sitt nu gällande namn av Ren-Chang Ching. Glaphyropteridopsis erubescens ingår i släktet Glaphyropteridopsis och familjen Thelypteridaceae. Inga underarter finns listade.